# セーレン・ボバック
セーレン・ボバック（Søren Bobach、1989年4月25日 - ）はデンマークのオリエンテーリング選手。シルケボー生まれで、現在はオーフス在住。

## 実績

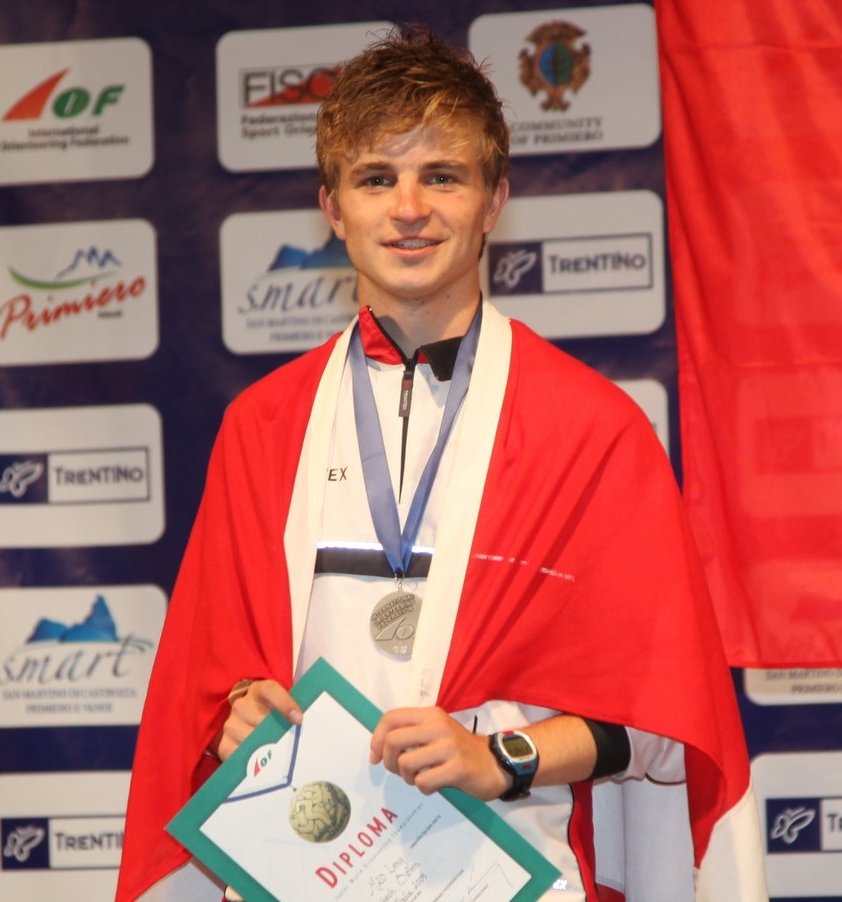
JWOC2009 ロング表彰式

### ジュニア時代
初めてジュニア世界選手権（JWOC）に出場したのは2006年のリトアニア大会で、初出場ながらロング競技で優勝（チェコのJan Benešと同着での優勝）、17歳にしてジュニア世界選手権者となった。また、スプリント競技では9位、ロング競技では14位と上位に食い込み、翌2007年のオーストラリア大会こそ奮わなかったものの、2008年のスウェーデン大会ではミドル競技とスプリント競技で銅メダル、2009年のイタリア大会ではロング競技で銀メダル、リレー競技で銅メダルを獲得し、the Ultimate Junior of 2008にもノミネートされるなど、ジュニア選手として華々しい結果を残している。

### シニア時代
輝かしい成績を残したジュニア時代と裏腹に、シニア代表の舞台では苦戦を続けた。2009年、はじめて挑戦したワールドカップは総合54位。翌2010年は、世界選手権（WOC）をはじめとして、ヨーロッパ選手権（EOC）、ワールドカップでも低調なままに終わってしまう。2011年には代表から外れ、2012年にスイスで開催されたWOC2012でこそスプリント競技9位、リレー競技6位と気を吐くが、ロング競技では失格になってしまい、ヨーロッパ選手権・ワールドカップでも良い結果を残すことができなかった。2013年も再び代表選考から外れてしまうが、2014年にイタリアで開催されたWOC2014において、その2年前の世界選手権で健闘したスプリント競技で、下馬評を覆し優勝を果たす。また、この年より導入された男女混合によるスプリントリレー競技でも、デンマークの準優勝に貢献した。ヨーロッパ選手権やワールドカップでは苦戦しているものの、世界選手権のスプリント競技とデンマークの国内選手権では高いパフォーマンスを見せている。

## その他
- 兄妹に、同じくオリエンテーリング選手のクリスティアン・ボバック、イダ・ボバックを持つ。
- TRIMTEX社などがスポンサーについている。2014年、新たにアシックス社がスポンサーとなった[2]。
- デンマークのクラブOK Pan Aarhusと、ノルウェーのクラブHalden SKに所属している。